# Wschód Słońca
Wschód Słońca, brzask – moment, w którym górny punkt tarczy słonecznej przekracza linię horyzontu.
Chociaż wydaje się, że Słońce „wschodzi” znad horyzontu, to tak naprawdę ruch Ziemi powoduje, że Słońce się pojawia. Iluzja poruszającego się Słońca wynika z faktu znajdowania się obserwatorów ziemskich w ruchomym punkcie odniesienia; ten pozorny ruch jest tak przekonujący, że wiele kultur zbudowało mitologie i religie wokół modelu geocentrycznego, który panował, dopóki astronom Mikołaj Kopernik nie sformułował swojego modelu heliocentrycznego w XVI wieku.
Architekt Buckminster Fuller zaproponował terminy „sunsight” i „sunclipse”, aby lepiej reprezentować model heliocentryczny, chociaż terminy te nie weszły do powszechnego użycia.
W związku z tym, że średnia wielkość promienia tarczy słonecznej wynosi 16′, a refrakcja atmosferyczna przy odległości zenitalnej równej 90° wynosi ok. 35′, środek tarczy słonecznej w momencie wschodu Słońca znajduje się w rzeczywistości 51′ poniżej horyzontu.
Położenie punktów wschodu i zachodu Słońca na horyzoncie zmienia się codziennie, a czas i miejsce wschodu Słońca jest inne dla każdego miejsca na świecie. Zależy zawsze od pory roku oraz równoleżnika i południka, na którym dany punkt się znajduje. Wschód Słońca jest początkiem dnia.

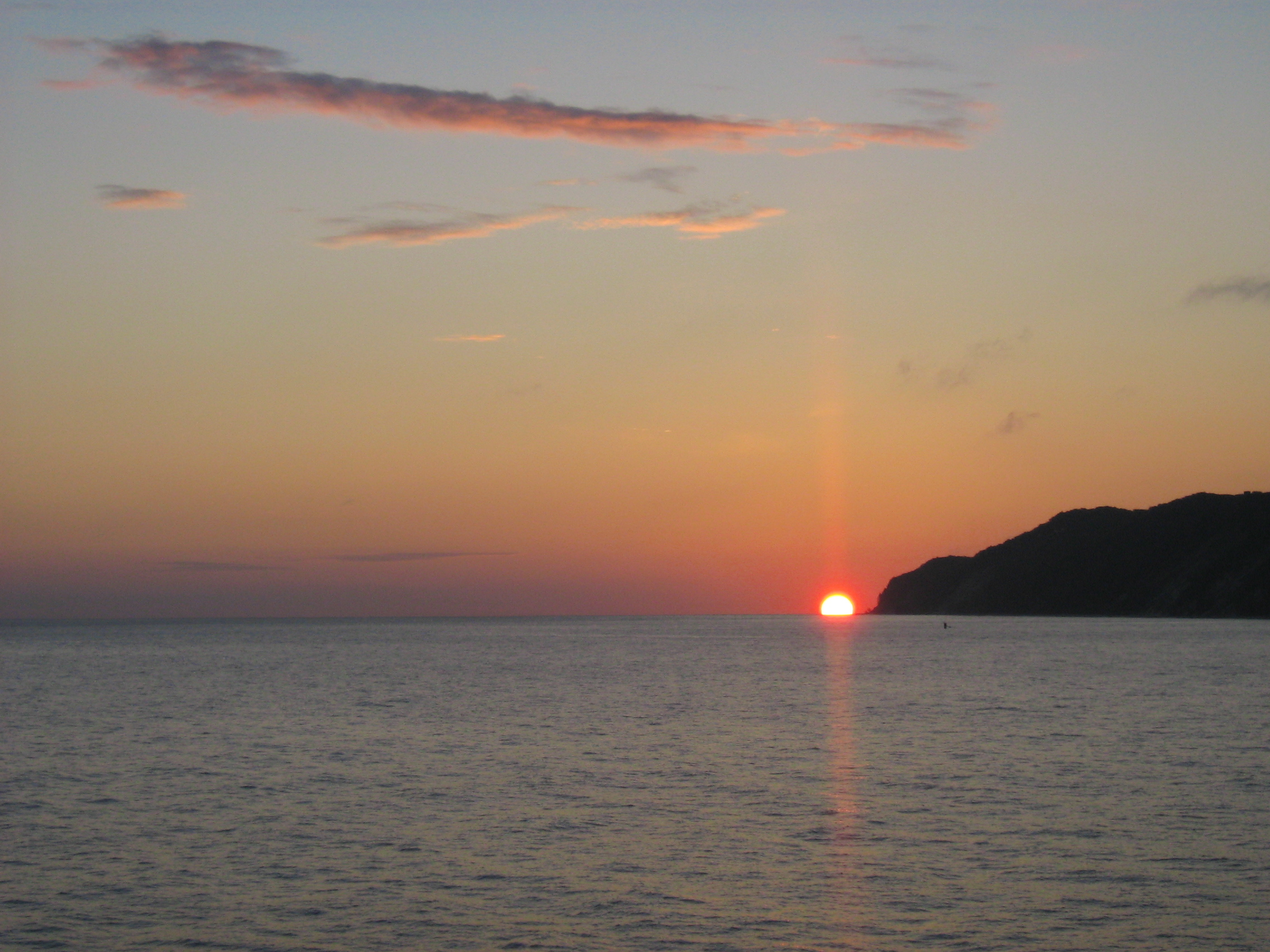
Wschód Słońca nad Bałtykiem (Międzyzdroje)